# Bruchidius brignolii
Bruchidius brignolii is een keversoort uit de familie bladkevers (Chrysomelidae). De wetenschappelijke naam van de soort werd in 1979 gepubliceerd door Zampetti.